# Cor Wit
Cor Wit (Midwoud, 24 juli 1928 - Delft, 12 september 2012) was de laatste directeur-generaal van de PTT.

## Familie
Wit trouwde met Grietje Bakker en uit dit huwelijk werden twee kinderen geboren.

## Loopbaan
Wit trad in 1958 in dienst van de PTT. Van 1984 tot 1988 was hij directeur-generaal van de dienst als opvolger van Philip Leenman (1972-1984) en als zodanig hoogste baas van het voormalige staats- en postbedrijf van de PTT. Hij werd opgevolgd door W. Dik, die belast werd met de privatisering van het staatsbedrijf.

### Cor Wit-fonds
Er is door de rechtsopvolger van de PTT, de KPN, in 1992 een Cor Wit-fonds opgericht om Wit te eren voor de grote verdiensten voor het bedrijf. Dit heeft de volgende missie: 'Het Fonds stelt zich onder meer ten doel de communicatie over en weer tussen maatschappij en de voor KPN relevante ICT vakgebieden te versterken en onderzoek en onderwijs op deze gebieden te bevorderen en te stimuleren. Hierbij is de aandacht primair gericht op de verdieping en verbreding van ICT als wetenschap met het accent op de verduidelijking van de maatschappelijke relevantie en de toepasbaarheid van wetenschappelijke kennis en inzichten'.

### Cor Wit-leerstoel
Wit maakte de grote ontwikkelingen in de telecommunicatie nog net mee. Aan de TU Delft is met behulp van het Cor Wit-fonds in 1998 een leerstoel opgericht die naar Wit genoemd is en die bekleed wordt door: 'internationaal vermaarde onderzoekers op het gebied van telecommunicatie en informatietechnologie die zich richten op onderzoeksvragen op het raakvlak van technologie en maatschappij'.

## Onderscheidingen
- Ridder in de Orde van de Nederlandse Leeuw
- Commandeur in de Orde van Oranje-Nassau